# Socha svatého Jana Nepomuckého (Nabočany)
Pískovcová barokní socha svatého Jana Nepomuckého od neznámého regionálního autora z konce 18. století, obnovená v roce 1931, se nalézá nedaleko od cihlové zvoničky na návsi obce Nabočany v okrese Chrudim. Socha byla 3. ledna 2007 prohlášena Ministerstvem kultury České republiky nemovitou kulturní památkou ČR.

## Popis
Pískovcová socha svatého Jana Nepomuckého se nalézá v dřevěném oplocení na vyvýšenině u cihlové zvonice na návsi obce Nabočany. 
Na pískovcovém základě stojí nízký hranolový, nahoře profilováním okosený podstavec. Na podstavci stojí užší pilíř dole rozšířený náznakem volut a nahoře zakončený profilovanou římsou. Vystupující čelní strana pilíře je ozdobena rámečkem, ve kterém je umístěn nápis psaný barvou: „oroduj za nás svatý Jene Nepomucký“. Na zadní straně pilíře se částečně dochoval rovněž barvou psaný nápis Obnoveno ....1931.
Na římse pilíře stojí na nízkém profilovaném podstavci socha prostovlasého světce v životní velikosti, oděného v tradičním kanovnickém rouchu. Světec sklání hlavu ke kovovému křížku, který drží v rukou.

## Data:
- Materiál: jemnozrnný pískovec
- Výška sochy: 1,85 m
- Výška podstavce: 1,65 m
- Celková výška: 3,75 m
- Půdorys: 1,20 × 0,85 m